# 1923 na literatura

## Livros
- Do Amor, por Albino Forjaz de Sampaio.
- Ronda Grotesca (Antic Hay), por Aldous Huxley.
- Men Like Gods, por H. G. Wells.
- I Ching, traduzido para o alemão por Richard Wilhelm.
- "O Eu e o Isso", de Sigmund Freud.

## Nascimentos
| Data           | Nome                            | Profissão                                               | Nacionalidade  | Observações | Ref |
| -------------- | ------------------------------- | ------------------------------------------------------- | -------------- | ----------- | --- |
| 6 de Janeiro   | Jacobo Timerman                 | escritor                                                | Argentina      | m 1999      |     |
| 10 de Janeiro  | Ingeborg Drewitz                | escritora                                               | Alemanha       | m. 1986     |     |
| 19 de Janeiro  | Eugénio de Andrade              | poeta                                                   | Portugal       | m 2005      |     |
| 23 de Janeiro  | Walter M. Miller, Jr.           | escritor de ficção científica                           | Estados Unidos | m. 1996     |     |
| 31 de Janeiro  | Norman Mailer                   | escritor e jornalista                                   | Estados Unidos | m. 2007     |     |
| 19 de Abril    | Lygia Fagundes Telles           | escritora                                               | Brasil         |             |     |
| 9 de Agosto    | Mário Cesariny                  | pintor e poeta                                          | Portugal       | m. 2006     |     |
| 16 de Agosto   | Millôr Fernandes                | desenhista, humorista, dramaturgo, escritor e tradutor  | Brasil         | m. 2012     |     |
| 13 de setembro | Natália Correia                 | activista social, escritora, dramaturga e poeta         | Portugal       | m. 1993     |     |
| 12 de Outubro  | Fernando Sabino                 | escritor e jornalista                                   | Brasil         | m. 2004     |     |
| 15 de Outubro  | Italo Calvino                   | escritor                                                | Itália         | m. 1985     |     |
| 27 de Outubro  | Alexandre Maria Pinheiro Torres | escritor, historiador de literatura e crítico literário | Portugal       | m. 1999     |     |
| 20 de Novembro | Nadine Gordimer                 | escritor                                                | África do Sul  | m. 2014     |     |
| 6 de dezembro  | Urbano Tavares Rodrigues        | escritor                                                | Portugal       | m. 2013     |     |

## Mortes
| Data           | Nome                              | Profissão                                | Nacionalidade | Observações | Ref |
| -------------- | --------------------------------- | ---------------------------------------- | ------------- | ----------- | --- |
| 1 de março     | Rui Barbosa                       | jornalista, jurista, escritor e político | Brasil        | n. 1849     |     |
| 10 de junho    | Pierre Loti                       | escritor e oficial da Marinha francês    | França        | n. 1850     |     |
| 7 de julho     | Abílio Manuel de Guerra Junqueiro | poeta                                    | Portugal      | n. 1850     |     |
| 17 de novembro | Adolfo Rodrigues da Costa Portela | escritor, poeta e dramaturgo             | Portugal      | m. 1866     |     |

## Prémios literários
- Nobel de Literatura - William Butler Yeats.